# Polyscias verrucosa
Polyscias verrucosa е вид растение от семейство Araliaceae. Видът е незастрашен от изчезване.

## Разпространение
Разпространен е във Френска Полинезия.